# 에드거 G. 울머

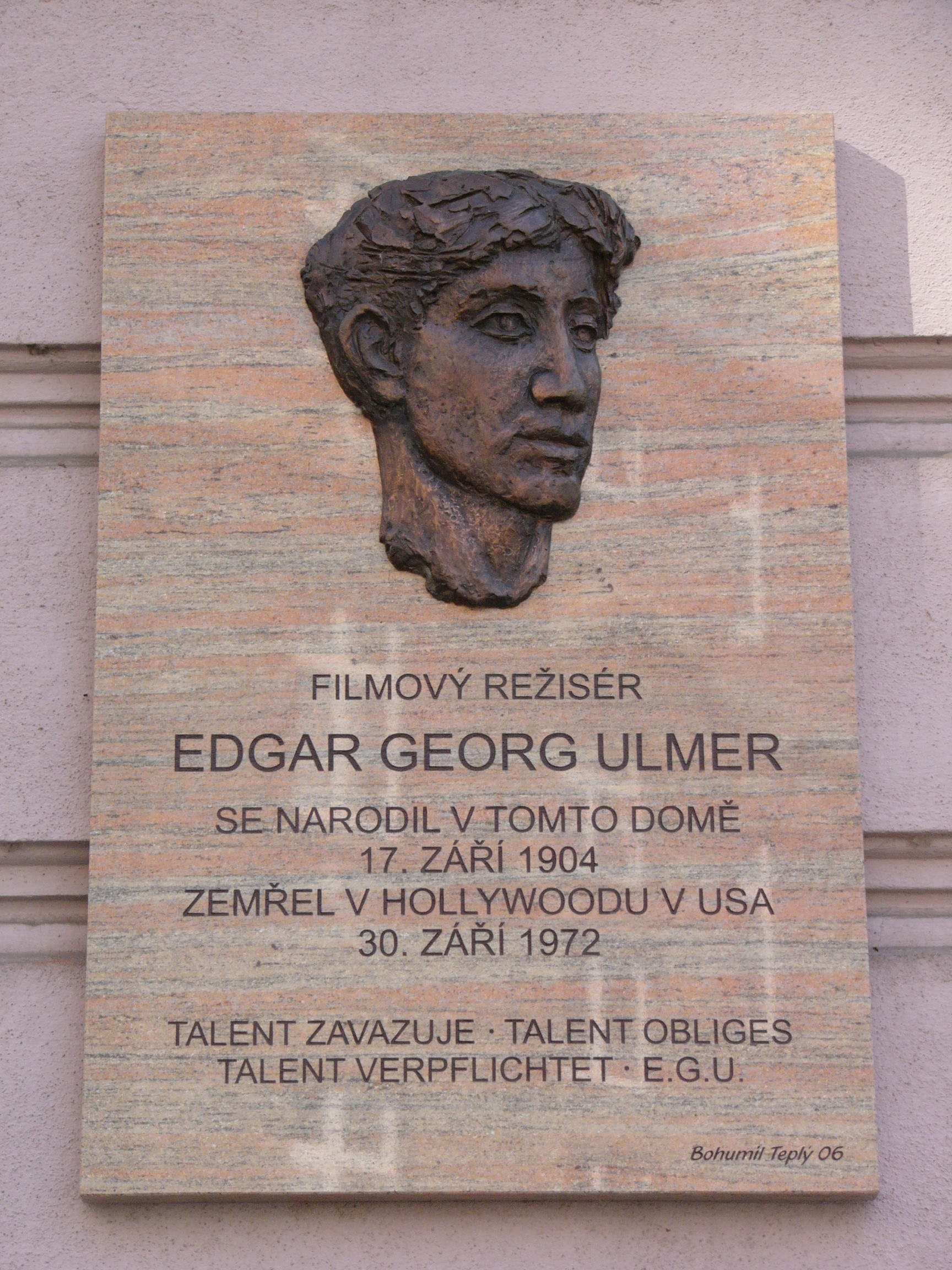

에드거 G. 울머(Edgar G. Ulmer, 1904년 9월 17일 ~ 1972년 9월 30일)는 헐리우드 B급 영화와 저예산 작품을 주로 작업한 영화 감독이다.
현재의 체코 지역의 올로모우츠에서 태어났다.

## 참여 작품

### 세트 디자이너
- 골렘 (영화)
- 메트로폴리스 (1927년 영화)
- M (1931년 영화)

### 감독
- 검은 고양이 (1934년 영화)
- 카네기 홀 (영화)
- 우회
- 한니발 (1959년 영화)